# I Am the West
I Am the West – dziewiąty studyjny album amerykańskiego rapera Ice Cube’a. Został wydany 28 września 2010 roku

## Single
Pierwszym singlem był „I Rep That West” z udziałem JIGG, został wydany 25 kwietnia 2010 roku. Drugi singiel „Drink the Kool-Aid”, został wydany 27 lipca, 2010 roku. „She Couldn't Make It On Her Own” jest ostatnim singlem wydanym 31 sierpnia.

## Lista utworów
1. „Soul on Ice”
2. „Life in California” (gośc. Jayo Felony, WC, Young Maylay)
3. „She Couldn’t Make It on Her Own” (gośc. Doughboy, OMG)
4. „Urbanian”
5. „Y’all Know How I Am” (gośc, OMG, Doughboy, WC, Young Maylay)
6. „Too West Coast” (gośc. WC, Young Maylay)
7. „I Rep That West” (gośc. JIGG)
8. „Drink the Kool-Aid”
9. „No Country for Young Men”
10. „It Is What It Is”
11. „Hood Robbin”
12. „Your Money or Your Life”
13. „Nothing Like L.A.”
14. „All Day, Every Day”
15. „Fat Cat”
16. „Man vs Machine” (iTunes bonus track)
17. „Pros vs Joes” (iTunes bonus track)